# Гильбири
Гильбири́ (Гильбери, Баянгол, бур. Гэльбэрэ) — река в Иволгинском районе Бурятии, левый приток Оронгоя.

## География
Длина — 42 км, площадь бассейна — 454 км². Берёт начало на южном склоне Гольца Гильбери (1569,1 м) водораздельного хребта Хамар-Дабана. Две трети течения бежит в южном направлении в горно-таёжной местности; выше улуса Хурамша выходит в долину, носящую название Баянгол (Богатая долина), поворачивая на юго-запад. Впадает в реку Оронгой в 20 км от места её впадения в Селенгу.
Кроме улуса Хурамша на Гильбири расположены населённые пункты сельского поселения «Гильбиринское» — Кокорино и Гильбира. Западнее устья реки находится Кокоринский заказник, созданный для сохранения популяции серой цапли.

## Данные водного реестра
По данным государственного водного реестра России и геоинформационной системы водохозяйственного районирования территории РФ, подготовленной Федеральным агентством водных ресурсов:
- Бассейновый округ — Ангаро-Байкальский
- Речной бассейн — Селенга (российская часть бассейнов)
- Речной подбассейн — отсутствует
- Водохозяйственный участок — Селенга от границы РФ с Монголией до города Улан-Удэ без рек Джида, Чикой, Хилок, Уда